# Borovîci, Seredîna-Buda
Borovîci (în ucraineană Боровичі) este un sat în comuna Krîvonosivka din raionul Seredîna-Buda, regiunea Sumî, Ucraina.

## Demografie
Componența lingvistică a localității Borovîci
     Rusă (88,51%)
     Ucraineană (11,49%)
Conform recensământului din 2001, majoritatea populației localității Borovîci era vorbitoare de rusă (88,51%), existând în minoritate și vorbitori de ucraineană (11,49%).